# Microvelia cerifera
Microvelia cerifera är en insektsart som beskrevs av Mckinstry 1937. Microvelia cerifera ingår i släktet Microvelia och familjen vattenlöpare. Inga underarter finns listade i Catalogue of Life.